# Tecuitatl
Tecuitatl sind grüne Algen und eine Form von Spirulina, die von den Azteken entdeckt wurden. Tecuitatl trat als grüner Schaum auf dem Texcoco-See im Teotihuacán-Tal auf und wurde schnell von den Azteken als hochwertiges Nahrungsmittel geschätzt. Mit der Invasion der Spanier wurde Tecuitatl zurückgedrängt, da eher auf herkömmliche Landwirtschaft gesetzt wurde.
1943 gründete die Sosa Texcoco Company eine Natriumkarbonatfabrik am Texcocosee, deren Tanks immer wieder von den Algen verstopft wurden. So kam es, dass das Unternehmen sich fortan auch auf die Gewinnung von Spirulina eingestellt hat und am Texcoco-See heute eine der modernsten Spirulinafarmen steht.